# British Union of Fascists

Flagge der BUF mit dem Symbol Flash and Circle (Blitz und Kreis), das „Tatkraft in sozialer bzw. rassischer Einheit“ darstellen sollte

Die British Union of Fascists (BUF) war eine britische faschistische politische Partei der 1930er Jahre.

## Vorgeschichte
Mit den British Fascists existierte bereits seit 1923 eine sich faschistisch nennende Organisation in Großbritannien. Ihr Einfluss auf die Politik wird gemeinhin als relativ klein eingeschätzt. Sie trat vor allem als paramilitärische Organisation auf, hatte jedoch auch einige Verbindungen zu einzelnen Abgeordneten der konservativen Partei. Als eigene Partei traten die BF nicht an, programmatisch vertraten sie einen starken antisozialistischen und antikommunistischen Kurs, sowie Inhalte des italienischen Faschismus, die sie mit dem Bekenntnis zum British Empire und zum Bestehen der Monarchie verbanden. Viele bekannte spätere Mitglieder der BUF waren auch Mitglied bei den British Fascists, so z. B. William Joyce und Neil Francis Hawinks. Sie bildete – so Arnd Bauerkämper – „eine zentrale personelle, ideologisch und organisatorische Grundlage für die politische Aktivität der BUF in den dreißiger Jahren“. Neben den British Fascists existierten noch weitere faschistische Gruppen, so z. B. die National Fascists (NF), sowie die Imperial Fascist League (ILF).

## Gründung
Nachdem seine New Party 1931 ohne Wahlerfolg geblieben war, ging der ehemalige Labour-Abgeordnete Oswald Mosley auf Reisen, um die neuen politischen Bewegungen von Benito Mussolini und anderen Faschisten zu studieren. Er entschloss sich daraufhin, die bereits vorhandenen kleineren, ultranationalistischen und faschistischen Gruppierungen in seinem Heimatland zu vereinen, und gründete zu diesem Zweck 1932 die British Union of Fascists. Mosley sah sich in einer dem italienischen „Duce“ Mussolini ähnlichen Rolle und bildete auch die BUF den faschistischen Bewegungen in Italien und anderen Ländern Europas nach.

## Ideologie
Die BUF war antikommunistisch und protektionistisch ausgerichtet. Sie forderte die Abschaffung der parlamentarischen Demokratie und die Schaffung eines Ständestaats. Weiterhin versuchte sie das britische Kolonialreich vor seinem Untergang zu bewahren, ab 1934 spielte auch der Antisemitismus eine Rolle in der Ideologie in der BUF. Nach eigenen Angaben hatte die BUF bis zu 50.000 Mitglieder. In den ersten Jahren wurde sie von der Tageszeitung Daily Mail unterstützt; diese Unterstützung ging bis zur Schlagzeile Hurrah for the Blackshirts!. Unter ihren Anhängern waren der Romancier Henry Williamson und der Militärtheoretiker John Frederick Charles Fuller.

## Geschichte
Mosley führte früh schwarze Uniformen für seine Partei ein, die so genannten Blackshirts. Nicht zuletzt durch die Aufmärsche der Blackshirts erntete die Partei jedoch von vielen Seiten nur Hohn und Spott. Die Hymne der BUF wurde wie das nationalsozialistische Horst-Wessel-Lied intoniert.
Trotz nennenswerten, manchmal gewalttätigen Widerstands  jüdischer, kommunistischer und verschiedener demokratischer Organisationen konnte die BUF sich Hochburgen im Londoner Osten aufbauen. Im Lauf der Jahre wurde die BUF immer brutaler und auch antisemitischer, was sie von ihren Unterstützern in der Middle Class immer weiter entfernte. Bei einer Großveranstaltung der Faschisten im Londoner Olympia am 7. Juni 1934 kam es zu einer Massenschlägerei, als die Blackshirts Störer aus dem Saal werfen wollten. Diese Vorkommnisse und die innerparteiliche „Säuberungsaktion“ Adolf Hitlers in Deutschland, der sogenannte Röhm-Putsch, führten 1934 dazu, dass die BUF die meisten ihrer Unterstützer verlor, so dass sie 1935 nicht einmal an der Unterhauswahl teilnehmen konnte. Mosley vertröstete seine Anhänger damit, an der nächsten Wahl umso erfolgreicher teilnehmen zu wollen.
Die Zahl der Mitglieder schrumpfte bis 1936 auf unter 8000. Die hauptsächliche Tätigkeit der BUF waren in der Folgezeit Aufmärsche und Demonstrationen. In einer rassistisch motivierten Schlägerei, der sogenannten Battle of Cable Street im Oktober 1936, wurden Mosley und seine Anhänger von einer Überzahl von Gegnern zum Rückzug gezwungen. In der Folge erließ die britische Regierung Ende 1936 den Public Order Act, ein Gesetz, das politische Uniformen verbot und die Demonstrationsfreiheit einschränkte.
1936 wurde der Name der Partei auf Betreiben von William Joyce, einem als demagogischer Redner bekannten Mitglied der BUF, auf British Union of Fascists and National Socialists erweitert.
Mosley und 740 andere faschistische Funktionäre wurden im Zweiten Weltkrieg interniert, die BUF im Mai 1940 verboten.
Alle Comeback-Versuche Mosleys in der Nachkriegszeit, beispielsweise mit der Partei Union Movement, blieben ohne jeden Erfolg.